# Open air

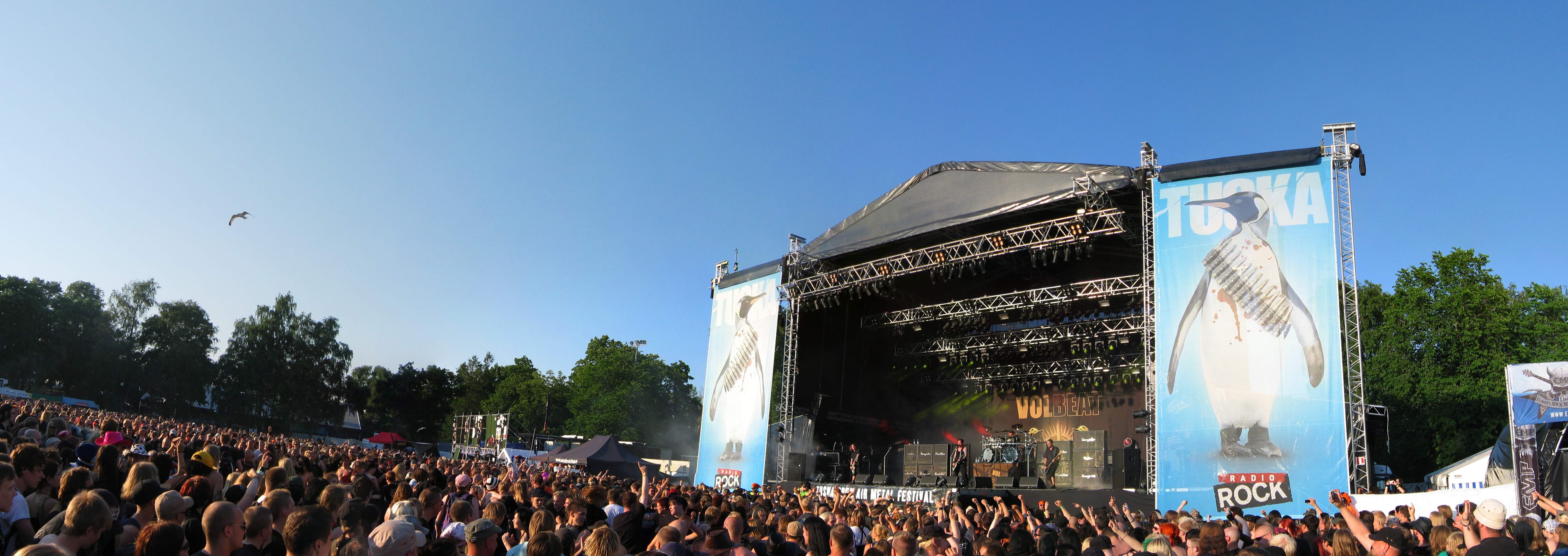
Фінський фестиваль Tuska Open Air в 2009 році.

Open air (англ. open — відкрите, air — повітря; дослівний переклад — на відкритому повітрі) — це музичний захід, наприклад, концерт чи фестиваль який проходить просто неба. Розміри опен-ейру можуть бути від маленької вечірки на декілька десятків людей, до грандіозного фестивалю на декілька сотень тисяч людей, з учасниками зі світовим ім'ям.

## Особливості проведення
Обладнання для опен-ейру залежить від формату, величини і музичного спрямування концерту.
Якщо фестиваль передбачає наявність слухачів, то для них організовують сидячі місця, якщо фестиваль для танцювальної або рок-музики то навпаки — організовується вільна площа для танців або моша.
Для невеликого виступу живої музики можуть знадобитись лише інструменти. А для великого фестивалю рок-музики або електронної музики необхідне додаткове обладнання — підсилювачі, колонки, мікрофони, які можуть живитись, наприклад, від переносного генератора.
Оперні опен-ейр фестивалі найчастіше проводять в архітектурно-історичних інтер'єрах, на територіях замків, або інших пам'яток архітектури. Найвідомішим з таких є постановка «Аїда» біля Єгипетських пірамід.
На випадок непогоди може бути змонтована сцена і натягнутий тент, необхідний для захисту електронного обладнання.
На території заходу можуть бути організовані бари, кухня, туалети, медпункт та інші, це актуально при проведенні великих фестивалів далеко від цивілізації.

## Опен-ейри в світі
У світі існує велика кількість опен-ейр фестивалів різних напрямків: метал-фестивалі, електронна музика, фолк, опера, та оперета, які збирають велику кількість фанатів музики того чи іншого жанру.
Найбільш масові та відомими є фестивалі рок та метал музики.
- Wacken Open Air — один з найбільших метал фестивалів у світі, який проходить щорічно в Німеччині в місті Ваккен (понад 75 тис. відвідувачів)
- Tuska Open Air — метал фестиваль, який проходить в місті Гельсінкі у Фінляндії (33 тис. відвідувачів)
- Rock am Ring та Rock im Park — два одночасні метал фестивалі проходять в місті Нюрбургринг, Німеччина (аудиторія сягає 150 000 відвідувачів)
- Захід — один з найбільших українських опен-ейр фестивалів, що проходить у селі Родатичі Львівської області.